# Cauê Cecilio da Silva
Cauê Cecilio da Silva (24 de mayo de 1989) es un futbolista brasileño que juega como centrocampista en el Cianorte F. C.
Jugó para clubes como el Santo André, Corinthians Alagoano, Gama, Leixões, Olhanense, Vaslui, Neftchi Baku PFK, Hapoel Tel Aviv, Moreirense y Omiya Ardija.

## Trayectoria

### Clubes
| Club                       | País       | Año       |
| -------------------------- | ---------- | --------- |
| E. C. Santo André          | Brasil     | 2006-2008 |
| S. C. Corinthians Alagoano | Brasil     | 2008-2009 |
| S. E. Gama                 | Brasil     | 2009      |
| Leixões S. C.              | Portugal   | 2010-2011 |
| S. C. Olhanense            | Portugal   | 2011-2012 |
| F. C. Vaslui               | Rumania    | 2012-2014 |
| Neftchi Baku PFK           | Azerbaiyán | 2014-2015 |
| Hapoel Tel Aviv F. C.      | Israel     | 2016      |
| Moreirense F. C.           | Portugal   | 2016-2017 |
| Omiya Ardija               | Japón      | 2017-2018 |
| Albirex Niigata (cedido)   | Japón      | 2018      |
| Albirex Niigata            | Japón      | 2019      |
| Belenenses SAD             | Portugal   | 2020-2021 |
| Avispa Fukuoka             | Japón      | 2021      |
| C. A. Metropolitano        | Brasil     | 2022      |
| Cianorte F. C.             | Brasil     | 2023-     |